# Karakitai
El Kanat Karakitai, imperi kara-kitan o imperi de l'Est (en mongol Хар Хятан; Kara Kidan; en xinès 西遼; en pinyin Xī Liáo) fou un imperi fundat pels mongols kitan de l'Àsia central del 1124-1218.

## El final de la dinastia Liao
Tianzuo de Liao, el darrer emperador khitan de la Dinastia Liao al nord de la Xina es va refugiar a la zona de Kuku-khoto i va tractar de resistir a la comarca de Wou-tcheou en 1124 la invasió dels jurtxets de la dinastia Jin però fou derrotat diverses vegades i finalment capturat el 1125. La majoria dels kithan va continuar vivint sota domini de la nova dinastia, però una part dels kitan va marxar a Occident; alguns es van establir al nord del Tarim, on els turcs uigurs de Turfan, de Bashbaligh i de Kudjha els van reconèixer un paper dominant. Després un segon grup de kitan va entrar a Kashgària, però fou rebutjada pels kan dels karakhànides de Kaixgar Arslan Ahmed; un altre grup dirigit per un príncep de nom Yelü Dashi fou més afortunat i es va crear un principat al Tarbagatai, on van fundar la ciutat d'Imil.

## Els Kara-khitai
A l'oest de l'Issiq Kul, el karakhànida que governava a Balasagun, estava amenaçat en aquesta època pels turcs karluks del baix Riu Ili i pels turcs kankhli del nord de la mar d'Aral, i va demanar l'aliança de Yelü Dashi, però aquest va aprofitar el moment per deposar el kan karakhànida i va ocupar el seu lloc en 1128. Dashi va prendre el títol imperial turc de gur-khan (rei del món) que també van portar els seus descendents i en 1129 es va annexionar dues tribus Jin però la seva invasió als Jin de 1134 acaba en fracàs. El 1137 va fer una ràtzia sobre els Jin i va derrotar els dos kans qarakhànides occidentals que governaven a Kaixgar i a Khotan que el van reconèixer com a sobirà després que els seljúcides foren derrotats decisivament el setembre de 1141 a la batalla de Qatwan marcant l'inici del final de l'Imperi Seljúcida. Els seus dominis són coneguts a la història com Imperi Kara-khitai (Khitai o Kitan Negres).
Els kara-khitai foren refractaris a la religió musulmana i més orientats cap al budisme i el confucianisme; tenien baixos impostos (sobre el valor de les propietats) i no creaven feus pels familiars dels kans (seguint el sistema administratiu xinès); fins i tot la llengua administrativa fou potser el xinès. El cristianisme va florir a aquest imperi sense ser religió d'estat i un bisbe cristià és esmentat a Kaixgar, i s'han trobat inscripcions cristianes a Tchu. El sobirà que vivia a Balasagun, portava el títol de gur khan (kan universal). Tenien com a vassalls a l'est als sobirans uigurs (turcs de religió budista i nestoriana) que portaven el títol de iduq qut o idiqut (santa majestat); els karlucs eren nestorians al segle xii i s'havien sotmès als kara khitai.
Dashi va governar des de vers el 1130 al 1143. Després de dominar tres kanats karakhànides orientals va atacar als occidentals de la Transoxiana i darrere aquest, el kanat seljúcida governat per Sandjar del Khurasan. El maig o juny del 1137 va derrotar a Khodjand (a Ferganà) al Karakhànida de Samarcanda, Rokn al-Din Mahmud. Sandjar va córrer en ajut del seu vassall però fou al seu torn derrotat a Qatwan o Katwan, al nord de Samarcanda (9 de setembre de 1141). Bukharà i Samarcanda van passar a la sobirania del gur-khan, que va deixar subsistir a la segona d'aquestes ciutats, a títol de vassalls, una branca karakhànida representada per Tamghatx Khan Ibrahim (1141-1156), al que va seguir Tchagrhri Khan Djalal al-Din Ali (1156-1163) i el fill d'aquest Kilidj Tamgatx Khan Masud (1163-1178).
El mateix 1141 els kara-khitai van envair Coràsmia, i el senyor local, Atsiz, es va haver de reconèixer vassall i pagar tribut. El seu successor Arslan (1156-1172) va restar quasi tot el seu regnat tributari dels kara-khitai.
A Dashi el va succeir la vídua Ta-pu-yen com a regent amb el nom de regnat de Hsien-tch'ing (1142-1150) i després el seu fill Ye-liu Yi-lie amb el nom de regne de Shao-hsing (1150-1163), a la mort del qual la seva germana Pu-su-wan (nom de regne Tch'eng-t'ien) va exercir la regència (1163-1178) durant la qual un exèrcit kara-khitai va saquejar Balkh (1165). El 1178 el fill de Yi-lie, Ye-liu Tche-lu-ku (nom de regne Tchi-lu-ku) va assolir personalment el govern com a gurkhan (1178-1211) i en el seu govern l'imperi Kara Khitai va entrar en decadència. A l'estat kara khitai s'havia refugiat Kutchlug, fill de Tayang el kan dels naimans mongols. L'acompanyaven fidels naiman i alguns markit; aquests es van anar a instal·lar a Uigúria però en foren expulsats pel sobirà dels uigurs; en canvi Kutchlug fou acollit al país kara khitai per Tche lu-ku, a Balasagun, i li va donar la mà de la seva filla (1208).
Els kara khitai eren una aristocràcia mongola però governaven sobre les poblacions turques islamitzades el que els feia vulnerables; al sud-oest tenien als xas o shahs (després sultans) de Coràsmia (Coràsmia), turcs musulmans de la Transoxiana, que de moment eren els seus vassalls. Kutchlug aviat va planejar usurpar el tron del seu sogre i es va aliar al vassall d'aquest, el shah Muhàmmad de Coràsmia, per enderrocar al sobirà i repartir-se els territoris kara khitai.
El 1209 el idiqut Bartchuq dels uigur va rebutjar reconèixer la sobirania del gur khan i va acceptar la de Genguis Kan; el comissari del gurkhan a Uigúria, Chaukam, que residia a Turfan o a Kara-Khodja, fou assassinat. El 1210 el xa de Coràsmia, d'acord amb Kuchtlug, es va revoltar i va atacar territori dels kara khitai; aquests van contraatacar i van ocupar Samarcanda un kanat karakànida vassall al seu torn de Coràsmia
Mentre Kutchlug es va revoltar a la zona de l'Ili, va entrar a Uzkend on el gur khan tenia el seu tresor i es va dirigir contra Balasagun; el gur khan el va anar a combatre i el va derrotar a prop de Balasagun, però al mateix temps el seu general Tayanqu era derrotat pel xa de Coràsmia prop de Talas. L'exèrcit kara khitai es va replegar cap a Balasagun però els habitants, turcs d'origen, els van tancar les portes; els soldats kara khitai van conquerir la ciutat a l'assalt i la van saquejar. Però en el mig d'aquesta anarquia, Tche-lu-ku va ser fet presoner per Kutchlug (1211); el va tractar amb deferència i fins a la seva mort el 1213 el va considerar el nominal sobirà, però Kutchlug va assolir personalment les regnes del poder efectiu. El 1211 el sobirà dels carlucs, Arslan, que tenia capital a Qayaligh, va desconèixer també als kara khitai i va reconèixer igualment a Genguis Kan; el mateix va fer l'aventurer turc Buzar, que s'havia creat un regne (el regne d'Almaligh, prop de la moderna Kuldjha a l'Ili superior).
Entre 1211 i 1213 Kuchtlug es va enfrontar amb el seu antic aliat Muhàmmad de Coràsmia per la delimitació de les fronteres entre ambdós; Coràsmia va governar per un temps al nord de la línia del Sirdarià cap a Otrar, Chah (Taixkent), i Sairam (Ishidjab), però finalment es va retirar al sud del riu.
Kutchlug va governar l'imperi del 1211 al 1218. A la Kashgària els reietons turcs musulmans de la família dels karakhànides, eren encara els seus vassalls. Quan governava, el gur khan Teche-lu-ku havia empresonat al fill del kan karakhànida de Kaixgar Arslan khan Abul Modzaffer Yusuf, i a la seva mort el 1205 el seu fill Arslan khan Abul Fath Muhammad el va succeir però estava presoner; el 1211 Kutchlug el va alliberar i el va enviar com el seu representant (governador) als territoris karakhànides de Kaixgar, però els emirs de la zona van refusar acceptar-lo i el van matar (1211 o 1212). Kutchlug va fer assolar llavors la Kashgària durant tres o dos anys (1211 o 1212 a 1213 o 1214), fins que la fam provocada per les lluites va obligar els emirs a reconèixer l'autoritat de Kutchlug. Va seguir una persecució religiosa. Kutchlug era probablement nestorià (com els naiman) i la seva dona, filla del gur khan, era budista, i ambdós volien fer renunciar als musulmans de Kaixgar i Khotan de la seva fe, i els van deixar escollir entre budisme i cristianisme; quan l'imam principal de Khotan va protestar, fou crucificat a la porta de la seva madrassa. Aquestes persecucions van abocar a la Kashgària a simpatitzar amb els mongols.
En una data desconeguda el rei d'Amaligh, Buzar, que s'havia declarat vassall de Genguis Kan, fou sorprès per gent de Kutchlug mentre caçava i va ser assassinat. Quan va atacar la ciutat d'Amaligh, la vídua, Salbak-Turkan, la va defensar i Kutchlug no la va poder ocupar. El fill del difunt Suqnaqtegin, va conservar el tron i va esdevenir un enemic de Kutchlug i un fidel aliat de Genguis Kan

## Conquesta mongol
El 1218 Genguis Kan va decidir enviar contra Kutchlug al general Djebé (fletxa, punta de fletxa), amb 20.000 homes. En principi fou enviat per protegir Almaligh però quan hi va arribar ja Kutchlug s'havia retirat cap a la Kashgària. Balasagun i totes les ciutats de l'actual regió de Semirechie, van obrir les portes al general mongol. Djebé es va dirigir a Kashgària on la població musulmana el va acollir com a alliberador. Djebé va impedir el pillatge amb amenaces de càstigs severs i fou saludat com una benedicció. Kutchlug va fugir cap al Pamir però fou atrapat i mort a la vora del riu Sariq-qol. Així tot el Turquestan oriental i el país de l'Ili, Issiq Qul, Tchu i Talas va passar a Genguis Kan, i a l'imperi dels khwrizmshahs
que va esdevenir terra de frontera, una frontera que era també religiosa doncs del costat mongol quedaven els pobles nestorians, budistes i xamanistes, i només la Kashgària era de religió musulmana (encara que de cultura turca).

## Llista de gurkhans
- Yeliuy Tian-zo 1101-1124
- Yelü Dashi, Ye-li Ta-che o Yeh-lü Tas-shih (nom cristia Joan) 1124-gener/febrer de 1143
- Yeliuy I-lich (nom cristià Elies) 1143-1150
- Kan t'ien T'a-Pu-Yen (nom de regnat Hsien-tch'ing) 1143-1150 (reina regent)
- Ye-liu Yi lie (nom de regnat Shao-hsing) 1150-1163
- Pu-su-wan (nom de regnat Tch'eng-t'ien o Ch'eng-T'en-Hou) 1163-1177/1178 (reina regent)
- George Ye-liu (nom de regnat Tche-lu-ku o Yeliuy Zhulkhu, nom cristià Jordi) 1177/1178-1211
- Kutchlug Khan 1211-1218 (Khan dels Naiman 1204-1208)[20]